# Parti conservateur (royaume de Prusse)
Pour les articles homonymes, voir Parti conservateur.
Le parti conservateur prussien (Konservative Partei) naquit en 1848 de la réunion des associations politiques conservatrices de Prusse, comme le Verein zur Wahrung der Interessen des Grundbesitzes (association pour la préservation des intérêts des propriétaires terriens), et de députés ayant la même tendance comme Friedrich Julius Stahl (de) et les frères Leopold von Gerlach et Ludwig von Gerlach, les rédacteurs en chef du Kreuzzeitung. À cause de ce journal le parti fut à partir de 1851 également désigné sous le nom de Kreuzzeitungspartei (parti du Kreuzzeitung). 
Leurs buts étaient la défense de la monarchie et des privilèges des nobles. En cela il s'opposaient au libéralisme économique et à la démocratie. Ses membres avaient également en commun un fort attachement aux valeurs chrétiennes. Les catholiques du parti rejoignirent cependant le parti du Zentrum à la fondation de ce dernier.
Otto von Bismarck était membre du parti à ses débuts, lorsqu'il n'occupait qu'un poste de député. Par la suite, avec sa nomination au poste de ministre-président de Prusse, il prit progressivement ses distances avec le parti tout en utilisant son soutien le moment opportun comme lors du conflit constitutionnel prussien. En 1866, le parti conservateur libre (Freikonservative Partei aussi nommé Deutsche Reichspartei au Reichstag) fit scission. Les conservateurs furent des suites appelés « ancien conservateur » pour éviter les confusions. En 1876, le parti s'intégra dans le nouvel ensemble que constituait le « parti conservateur allemand » (Deutschkonservative Partei).
Ce parti fusionna en 1918 avec d'autres partis conservateurs et l'aile droite des nationaux-libéraux pour former le Deutschnationale Volkspartei (DNVP). Son aile droite fusionna par la suite en 1950 avec le Deutsche Reichspartei.

## Avant la révolution de Mars

### Origines

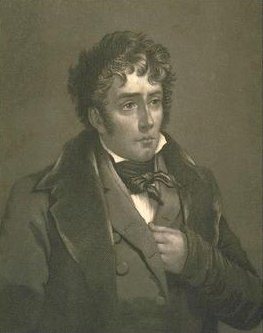
Chateaubriand

Le mouvement politique dit conservateur trouve ses sources dans la réaction aux idées de la Révolution française de 1789. Le premier le désigner ainsi était François-René de Chateaubriand en 1818. Bien-sûr la pensée conservatrice était bien plus vieille, ainsi en Prusse la plupart des nobles, von der Marwitz par exemple, s'étaient fermement opposés aux réformes prussiennes. Des romantiques avaient également des idées qu'on pourrait qualifier de conservatrices.

### Errances des conservateurs
Après le congrès de Vienne, la réaction s'étendit à toute l'Europe, éradiquant avec elle tout espoir de réforme et de constitution notamment en Prusse, alors dirigée par Frédéric-Guillaume III. Dans les provinces à l'est de l'Elbe, les propriétaires terriens gagnèrent en puissance au détriment des petits fermiers et des saisonniers. Ces nobles voyaient la Prusse comme une fédérations de provinces et voulaient éviter la formation d'un État unifié fort.
Ainsi en 1828, seuls des parlements provinciaux furent créés, sans assemblée nationale. Ils avaient des pouvoirs très limités : droit de pétition, de conseil et administration de communes. 
En 1817, un conseil d'État fut créé (Preußischer Staatsrat) constitué des princes, des ministres, des hauts présidents (présidents des provinces), des généraux et de 34 hommes nommés par le roi. Il représentait seulement le sommet de l'administration. L'absence d'un constitution était également un problème pour l'administration qui avait toujours plus à étendre ses compétences.
Lors de la réaction suivant la révolution de juillet à Paris et ses rejetons aussi bien dans les États de la confédération germanique qu'en Pologne, la pensée conservatrice et le terme même de « conservatiste » (« Konservativ ») se répandit fortement dans le royaume de Prusse.
L'ouvrage en trois tomes de Friedrich Julius Stahl (de) : Die Philosophie des Rechts (La Philosophie du droit) parut en 1830, 1833 et 1837. Il s'opposait à la pensée révolutionnaire, qu'elle soit radicale comme chez les socialistes ou les communistes ou républicaine voire modérée comme chez les libéraux.
Même la monarchie constitutionnelle ne devait voir le jour que de manière « organique » et en conservant les principes de la monarchie. Cela représentait toutefois une évolution par rapport à la pensée conservatrice de l'ancien régime qui refusait par principe toute constitution.
La Berliner Politische Wochenblatt (hebdomadaire politique berlinois) édité à partir de 1831 par Carl Ernst Jarcke (de), était favorable au christianisme et à la société d'ordre. Il était également en accord avec l'idée de la monarchie et celles de Joseph de Maistre et Karl Ludwig von Haller. Ce dernier avait le premier utilisé le mot de « Restauration », trahissant sa vision figée de l'État de l'ancien régime. Parmi les autres conservateurs de l'époque on peut également citer Adam Heinrich Müller, favorable à la raison d'État.
Toutefois, et malgré le soutien du Kronprinz Frédéric-Guillaume, des frères Gerlach ainsi que de catholiques et luthériens conservateurs, le journal n'eut pas le succès escompté et dut mettre la clé sous la porte en 1841.
Jusqu'en 1848, la Prusse ne comptait aucun parti conservateur. Ceux partageant ces idées communiquaient souvent par correspondance sans qu'un organisme central ne vienne coordonner l'ensemble. Le  Janus écrit par Victor Aimé Huber (de) en 1845 s'arrêta en mars 1848. Seul le journal de Ernst Wilhelm Hengstenberg à tendance évangélique eu une parution sur la durée.

## Révolution de mars et fondation du parti

### La retraite

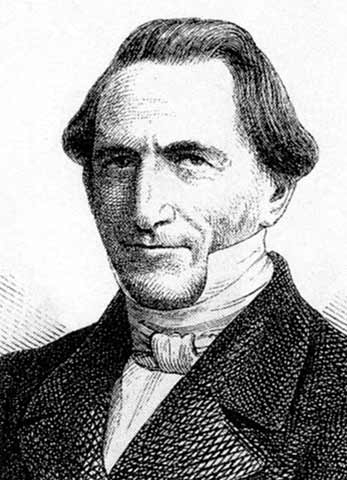
Friedrich Julius Stahl

Hengstenberg, Stahl ainsi que d'autres personnalités conservatrices fuirent Berlin en mars 1848. La dissolution du mouvement conservateur prussien semblait avoir commencé.  Ernst Ludwig von Gerlach n'était pas de cet avis et élabora le projet de créer un nouveau journal conservateur. Il rassembla les conservateurs comme Hengstenberg et tenta d'organiser les cercles monarchistes. 
Otto von Gerlach, Huber, Stahl et d'autres fondèrent le Verein für christliche Ordnung und Freiheit (association pour l'ordre chrétien et la liberté). Cependant les différences de point-de-vue entre Huber, qui refusait toute forme de « preudo monarchie aristocratique constitutionnelle, », et Stahl, qui considérait que les ordres étaient indispensable pour le vote de loi.
Au parlement de Francfort et à l'assemblée nationale prussienne les conservateurs n'étaient pas représentés.
Ils s'organisèrent seulement après les élections et étaient surtout issues des classes sociales des propriétaires terriens et Junker, comme Bülow-Cummerow ou Otto von Bismarck.
Les conservateurs continuaient toutefois de se rassembler autour des frères Gerlach à Berlin dans le but de fonder un journal permettant de diffuser les idées conservatrices et servant de socle à un parti politique par la suite.

### Fondation du parti
Huber avait déjà exprimer l'envie de fonder un parti en 1841, mais était en désaccord avec la ligne des frères Gerlach. Il se tint donc à l'écart quand ceux-ci avec le comte von Voß-Buch (de), le baron Senfft von Pilsach, le comte von der Goltz, Bindewald et Schrede fondèrent le Neue Preußische Zeitung (nouveau journal prussien), plus couramment appelé Kreuzzeitung (journal de la croix) à cause de la croix de fer présente dans son titre.
La première édition eut lieu début juillet 1848. Le rédacteur en chef était Hermann Wagener, qui fonda également en novembre 1848 la version hebdomadaire du journal le Neue Preußische Wochenblatt afin d'atteindre un public plus large, hors de Berlin notamment.
Le Verein zur Wahrung der Interessen des Grundbesitzes und zur Förderung des Wohlstands aller Klassen (association pour la conservation des intérêts des propriétaires et pour l'exigence du bien-être de toutes les classes) fondé le 24 juillet 1848 et dirigé par Kleist-Retzows tenu son assemblée générale du 18 au 20 août de la même année.
Une centaine de propriétaires, pour la plupart nobles, décidèrent en premier lieu de renommer leur association en Verein zum Schutz des Eigentums (association pour la protection de la propriété). Ludwig von Gerlach demandait un conservatisme social.
Le noyau dur de cette assemblée siégea de manière permanente et fut surnommé Junkerparlament (Parlement des Junker). Le Verein für König und Vaterland (association pour le roi et la patrie) dont le bureau était constitué de  Stahl, August von Bethmann-Hollweg, Karl Friedrich von Savigny, Otto von Bismarck et Hermann Wagener en rassemblant les conservateurs eut un impact encore plus fort sur la vie politique. La « Kamarilla », comme on surnommait le groupe conservateur entourant le monarque, avait une influence très forte sur ce dernier et sur ses ministres. 
Par exemple Ludwig von Gerlach est à l'origine de la nomination le 2 novembre du général comte de Brandebourg au poste de ministre-président. Le 15 novembre, les troupes prussiennes commandée par Frédéric von Wrangel reprenaient le contrôle de Berlin et y mirent en place la loi martiale. Le 5 décembre, l'assemblée nationale prussienne fut dissoute et le roi proclama la constitution dite octroyée qui était le fruit d'un compromis entre le roi, les ministres et la Kamarilla. Cette contre-révolution permit de réaffirmer le pouvoir du roi et de faire reculer le libéralisme.

### Organisation
Le parti conservateur était en train de se former. Stahl écrivit dans le Kreuzzeitung un article programme : « Das Banner der Conservativen » (la bannière des conservateurs) un résumé de son livre de 1845 : Das monarchische Princip (le principe monarchique). À partir du mois de septembre, il se concentra sur l'organisation du nouveau parti puis sur la préparation des élections qui devaient avoir lieu en janvier et février 1849. Elles avaient lieu en deux tours, le scrutin étant indirect des grands électeurs étaient élus par la population divisée en trois classes, les plus riches avaient beaucoup plus d'influences sur l'élection que les plus pauvres, lors d'un second tour les grands électeurs élisaient à leur tour les représentants. Dans la Erste Kammer (première chambre), future chambre des seigneurs de Prusse, seuls un dixième des députés étaient élus, dans la seconde (Zweite Kammer), future chambre des représentants de Prusse, l'intégralité. 
Le Central-Wahl-Comité (comité central électoral) était chargé de coordonné le fonctionnement des nombreuses associations conservatrices afin de préparer au mieux ces échéances. Des publications concernant le rejet de la révolution, la reconnaissance de la constitution octroyée, ou sa révision était distribués afin de faire vibrer la fibre monarchiste du peuple. Des organes de presse furent également fondés en province.

### Première campagne électorale

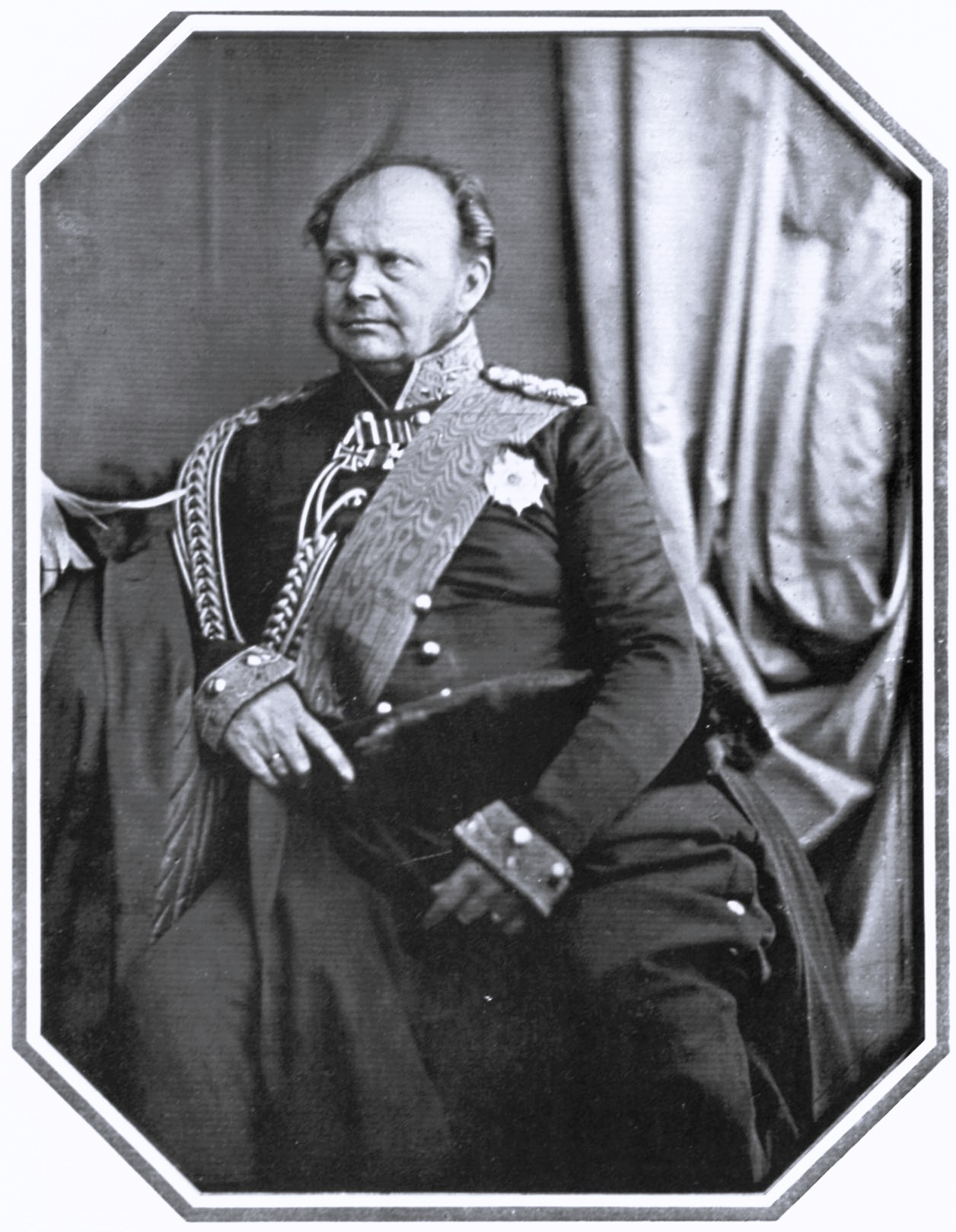
Frédéric-Guillaume IV

Wagener, Bethmann-Hollweg et Stahl, qui avait également participé à la rédaction de la constitution, travaillèrent ensemble lors de la campagne électorale. Le livre Die Revolution und die constitutionnelle Monarchie(la révolution et la monarchie constitutionnelle) de Stahl constitué une base idéologique forte pour le parti qui lui-même influençait les conservateurs. Cela permit entre-autres de faire accepter auprès de conservateurs les plus attachés à la société féodale comme les Gerlach le principe d'une constitution.
Les personnes d'influences du parti exerçaient une forte pression auprès des électeurs pour leur parti, certains ne reculaient pas devant l'achat de voix. Ils étaient par ailleurs aidés par le suffrage indirect.

### Premières divergences
L'unité des conservateurs fraîchement acquise lors des élections devait encore passer l'épreuve des chambres parlementaires. Les personnalités importantes du parti constituèrent des fractions politiques pour gagner en efficacité.
Leopold von Gerlach voulait dès le 7 février 1849 formé une « Contre-Opposition » sans compromis dirigée contre les députés démocrates mais aussi le cas échéant contre le gouvernement.
La constitution de fractions prit cependant du retard, les divergences d'opinions entre membres étant nombreuses.
Stahl se démena afin d'obtenir au plus vite un programme qui accepterait la constitution, le droit de véto total du roi et assurerait l'alliance entre conservateurs.
Par la suite, les conservateurs travaillèrent à la rédaction d'un règlement intérieur afin de voter ensemble et ainsi de s'imposer comme la majorité. Stahl écrivit une  en 7 points servant de programme du parti. Le parti conservateur voulait devenir le point de rassemblement de ceux qui étaient contre les changements qui touchaient la société et voulaient protéger les coutumes et les traditions qu'elles soient institutionnelles ou religieuses tout en menant une politique voulant le progrès.
Il fallait selon eux combattre la révolution permanente tout en ne tombant pas dans la pensée réactionnaire : « (il faut se protéger) de l'arbitraire du peuple comme dans le passé de l'arbitraire des princes. ». Le troisième point réaffirme que le roi devait rester l'autorité suprême en Prusse, le quatrième que le système d'ordre soit préservé tout en réclamant la liberté du travail, la protection de la propriété et le droit à l'héritage. Le sixième point réclamait l'unité allemande, tout en préservant l'indépendance des anciens États allemands, en particulier pour la Prusse.
Le septième point réclamait l'égalité politique entre fidèles des différentes religions, tout en demandant que les Églises chrétiennes soient protégées par l'État.
Ce programme s'il permettait de rallier l'extrême droite du parti, rassemblée autour des Gerlach, à un projet de monarchie constitutionnelle, ne permit toutefois pas de garantir l'unité de l'ensemble des conservateurs. Les plus modérés n'étaient en effet pas prêts à accepter que la constitution soit révisée afin de donner aux droits du monarques autant de valeur que ceux du parlement.

## Première scission et période réactionnaire (1849 - 1857)

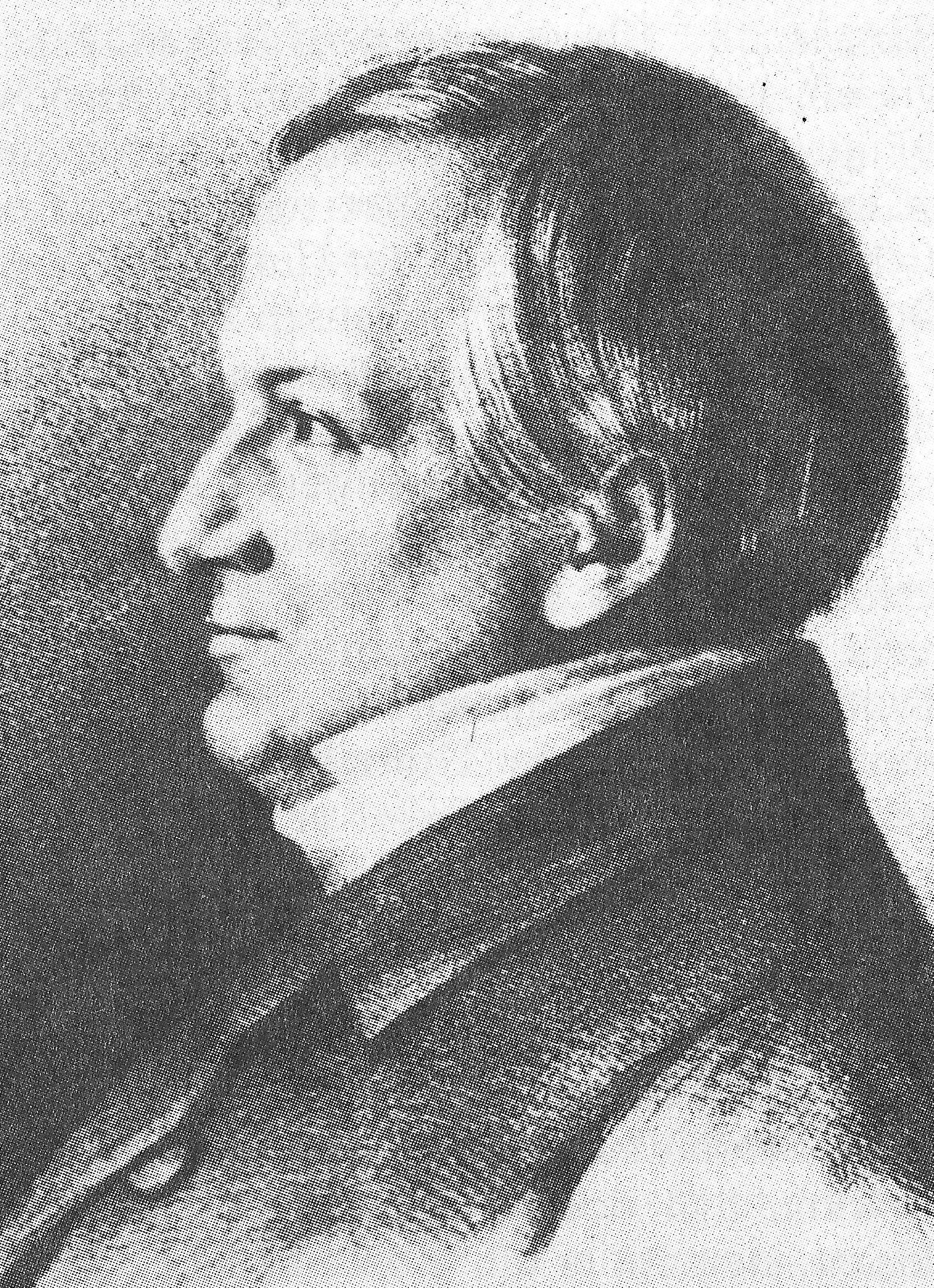
Ernst Ludwig von Gerlach

Le roi Frédéric-Guillaume IV avait effectué 15 amendements à la Constitution prussienne avant de l'accepter. Elle était devenue trop conservatrice pour les libéraux, mais le roi menaça de la rejeter en bloc s'il n'obtenait pas leurs approbations.  
La décision du roi de refuser la couronne impériale qui lui était proposée le 3 avril 1849 fut saluée par l'ensemble du parti du Kreuzzeitungspartei, mais pas par les futurs Wochenblattpartei (de). 
Afin de gagner la présidence de la seconde chambre en séduisant les députés sans étiquette, la majorité des conservateurs prit ses distances avec l'aile d'extrême-droite de Kleist-Retzow, Bismarck, les Gerlach et Stahl (qui siégeait dans la première chambre).
Les Hochkonservativen (hauts-conservateurs) travaillaient pour faire réviser la constitution. Ils représentaient un petit parti, mais en association avec la Kamarilla ils réussirent à faire ajourner la première chambre et à dissoudre la seconde provocant de nouvelles élections. Celles-ci furent boycottées par les démocrates déçus de la tournure des événements.
Selon la constitution du 31 janvier 1850 seule une partie de la première chambre était élue, le reste était nommé directement par le roi. La réforme de 1853, la partie élue disparut.
Les élections eurent lieu le 30 mai 1849 suivant le système des trois classes : parmi les citoyens, les 6 % les plus riches obtenaient un tiers des représentants, les 17 % de la classe moyenne un tiers également et les 77 % les plus pauvres le tiers restant. En 1855 les chambres furent renommées, la première devint la Herrenhaus, la seconde l'Abgeordnetenhaus.

### Wochenblattpartei
En ces temps de réactions, les libéraux les plus radicaux, en particulier les démocrates, se retiraient de la vie politique ou choisissaient l'émigration, vers les États-Unis principalement. Leur départ des bancs au parlement qui furent occupés par les libéraux-conservateurs, l'ancienne aile gauche du parti conservateur, qui avait fait scission en 1851 après la réintroduction d'un système féodal en province. 
Ils étaient désignés aussi « Wochenblattpartei (de) » (le parti de l'hebdomadaire littéralement) d'après nom de leur journal : « Preußischen Wochenblatt zur Besprechung politischer Tagesfragen » (hebdomadaire prussien pour parler de la question politique du jour).
Tandis que le Kreuzzeitungspartei ou « fraction Gerlach/Stahl » représentait les Junker, des provinces de l'Est donc, et les piétistes, le Wochenblattpartei était constitué des conservateurs modérés, issus de la bourgeoisie, industrielle notamment, des provinces de Westphalie et les partisans de l'unité allemande par le moyen de la solution petite-allemande. 
Leurs meneurs étaient Moritz August von Bethmann-Hollweg, le comte Robert von der Goltz, le diplomate Pourtalès, le ministre de la guerre von Bonin et Christian Karl Josias von Bunsen. Le Kronprinz Guillaume et sa femme étaient également proches du parti.

### Kamirilla

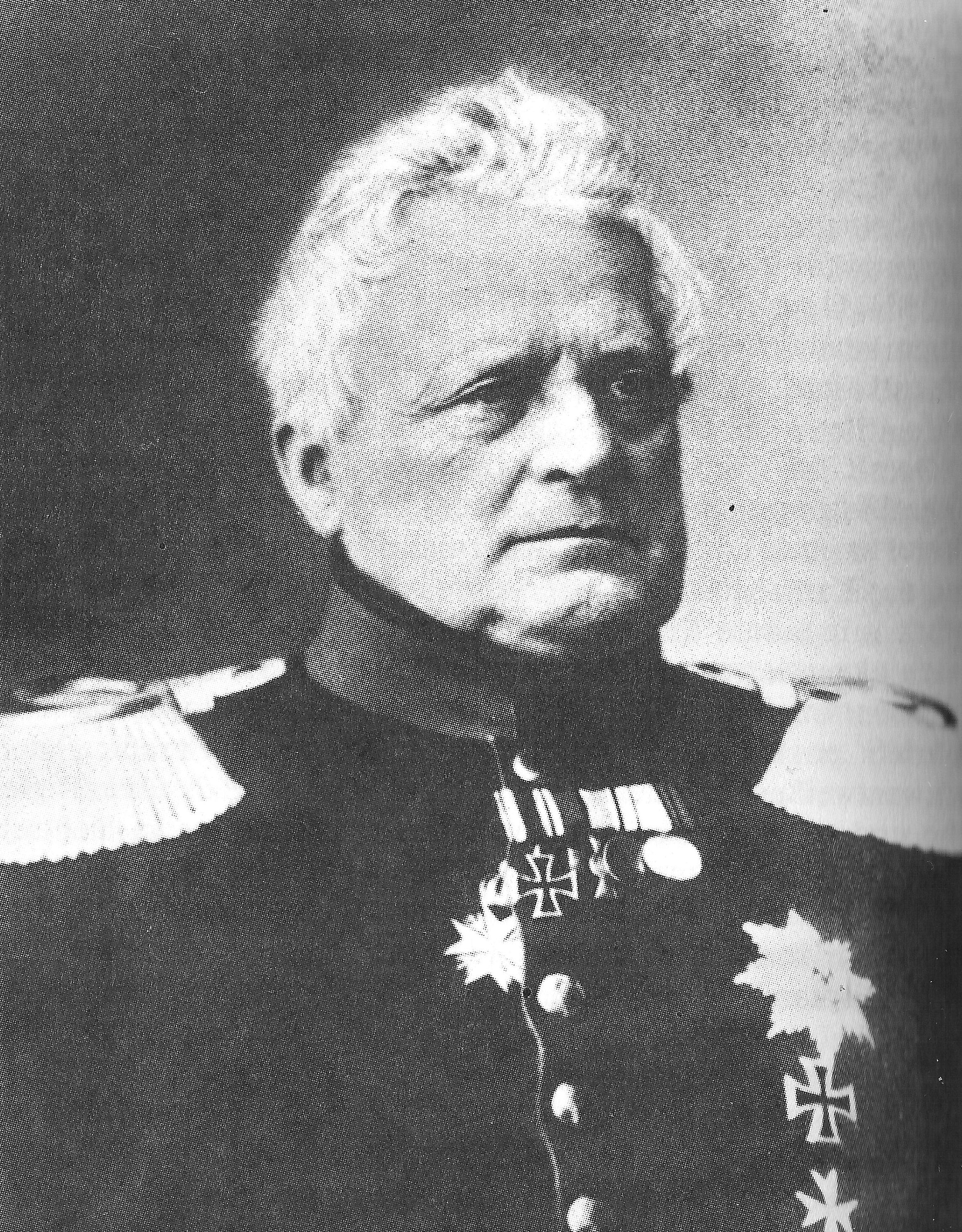
Ludwig Friedrich Leopold von Gerlach

La Kamirilla de Leopold von Gerlach, Rauch, Massow, Keller, Stollberg et Niebuhr était une sorte de cabinet secret pour le roi, venant concurrencer le cabinet constitutionnel. 
Il découlait du mouvement piétiste des années 1820, dont le bastion historique se trouvait à l'université de Halle. 

Le ministre de l'intérieur von Westphalen et le ministre des cultes von Raumer étaient proches de ce groupe, le ministre-président Otto Theodor von Manteuffel à l'inverse utilisait le gouvernement classique.
Bismarck en faisait au début également partie, mais il se partageait pas leur obsession pour la préservation de l'existant : c'est-à-dire la primauté de l'Autriche et de nombreux petits États allemands indépendants. Les ultra-conservateurs étaient comme la Kamarilla contre l'absolutisme, ils lui préféraient un État de droit monarchique avec une société d'ordre puissante et structurée.

### Débat sur la solution petite-allemande

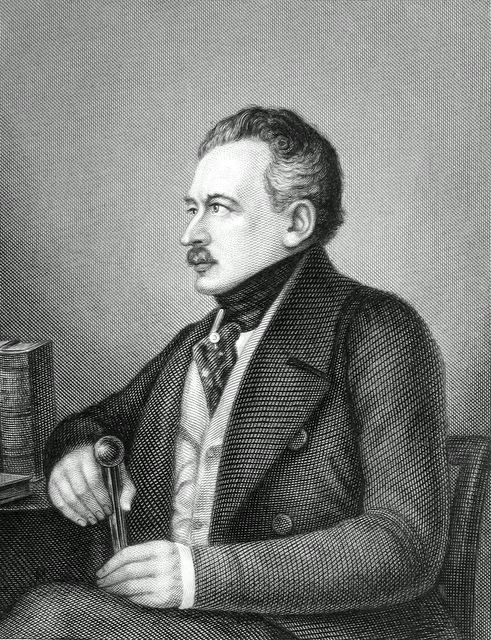
Joseph von Radowitz

Joseph von Radowitz essaya après l'échec du parlement de Francfort de réaliser l'unité allemande grâce à la solution petite-allemande en utilisant une politique d'union.
à l'exception de l'alliance des trois rois constituée de la Prusse, de la Saxe, et de Hanovre, les petits États allemands devaient former une union dirigée par la Prusse, qui avec l'Autriche devait former la confédération germanique.
À Erfurt, du 20 mars au 29 avril 1850 se réunit l'union d'Erfurt, constituée de deux chambres : la chambre du peuple (Volkshaus) et la chambre des États (Staatenhaus), devait débattre sur la question.
Les libéraux et le zentrum avaient la majorité et étaient favorables au projet, les conservateurs rassemblés autour de Bismarck à la chambre du peuple et de Gerlach à la chambre des États étaient à l'inverse dans l'opposition. 
Finalement l'Autriche, soutenue par la Russie réussit à faire échouer la tentative et signa avec la Prusse la conférence d'Olmütz. Elle fut positivement accueillie par les Hochkonservativen, parce qu'elle rétablissait la confiance avec l'Autriche et la Russie. Jusqu'à la guerre de Crimée, elle avait encore une influence notable sur la politique extérieure prussienne.

### Influence dans l'orientation diplomatique prussienne
Pour les libéraux-conservateurs un rapprochement avec les puissances de l'ouest contre la Russie était une obligation idéologique. Le ministre-président Manteuffel désireux de se défaire des Hochkonservativen rejoignit cette opinion. Albert de Pourtalès et Christian Karl Josias von Bunsen faisaient également pression sur le roi dans ce sens. Le parti du Kreuzzeitung ne voulait pas non plus d'une alliance avec le Tsar. Le roi se retrouvait ainsi condamné à accepter. Cette décision fut considérée par Stahl dans son discours devant la chambre du 25 avril 1854 comme la « marque d'une politique avec de grandes valeurs,,. »
Après le décès de Frédéric-Guillaume IV en 1858, son frère Guillaume monta sur le trône, Manteuffel fut remplacé par le prince Charles-Antoine de Hohenzollern-Sigmaringen. En 1861, Leopold von Gerlach, Stahl et Friedrich Carl von Savigny décédèrent à leur tour. La même année les conservateurs créèrent la Preußischer Volksverein (association du peuple prussien), qui perdura jusqu'en 1872.

## L'ère Bismarck et la seconde scission

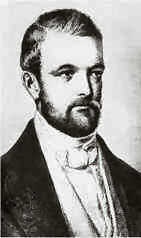
Otto von Bismarck en 1847

Avec l'arrivée au pouvoir de Guillaume Ier commença la période dite de la « nouvelle ère » (« Neue Ära »), une période relativement libérale qui prit clairement fin en automne 1862 avec l'arrivée à la chancellerie d'Otto von Bismarck.
Après la victoire aux élections des libéraux du parti progressiste (Fortschrittspartei) en décembre 1861, le prince Adolf zu Hohenlohe-Ingelfingen devint ministre-président. 
Albrecht von Roon, ministre de la guerre depuis 1859, faisait pression pour obtenir une réforme de l'armée : il voulait augmenter d'un tiers la taille de l'armée prussienne. 
La majorité libérale du parlement refusait le surcoût engendré. Otto von Bismarck fut alors nommé par le roi ministre-président grâce à sa réputation d'opiniâtreté.
Il voulait à tout prix imposer les vues du roi face au parlement, ce qui mena au conflit constitutionnel prussien. Lors de son discours du fer et du sang du 30 septembre, il déclara :
« Les grandes questions de notre temps ne seront pas décidées par des discours et des votes à la majorité, mais par le fer et le sang,. »
Le 13 octobre la chambre des représentants de Prusse est fermée. La constitution ne prévoyait pas en effet le cas d'un désaccord profond entre le parlement et le monarque, la Lückentheorie (la théorie de la lacune) promue par Bismarck défendait que dans ce cas c'était au monarque de trancher.
C'est seulement 4 ans plus tard, en 1867, après la guerre des duchés et la guerre austro-prussienne ainsi que la victoire des conservateurs lors des élections législatives, que Bismarck mena une politique de réconciliation. 
Avec la question des indemnités, il tentait d'obtenir la régularisation des années durant lesquels le budget n'avait pas été voté par le parlement en contradiction avec la constitution. 
À l'époque le parti national libéral s'opposait au fait que « Le point de vue du pouvoir prime sur le droit constitutionnel. ». Le ministre des finances Carl von Bodelschwingh démissionna des suites. Manteuffel et Westphalen étaient eux en colère contre cette transgression du droit puis par la suite contre la guerre austro-prussienne ressentie comme une guerre civile. Les conservateurs n'étaient pas si attaché à la question du droit et Gerlach reprocha à Bismarck le 18 septembre 1864 d'être un Hyprocrite (Ländergier und Heuchelei). Il quitta le parti en 1866. Cependant la majorité des conservateurs reconnaissaient avant tout dans la politique de Bismarck ses succès. Ses partisans se scindèrent du reste du parti pour fonder en 1866 le parti conservateur libre (Freikonservative Partei) constitué de la haute-noblesse et d'industriels. 
Les « anciens conservateurs » (Altkonservativen) fondèrent de leur côté en 1876 le Deutschkonservative Partei (parti conservateur allemand). Ce n'est qu'à partir de cette refondation qu'ils reconnurent l'unification allemande et la création de l'Empire allemand. Ce nouveau parti représentait les intérêts des propriétaires terriens de l'est du royaume et dominait le parlement prussien grâce au système de vote des trois classes.
Les problématiques sociales avaient été prises en compte par Stahl, Huber et Wagener, mais pas par l'ensemble des conservateurs. En 1878, le parti chrétien-social de Adolf Stoecker fusionna avec le Deutschkonservative Partei.
Les deux partis conservateur étaient présents au Reichstag jusqu'en 1918 et avaient approximativement 20 % des sièges, ainsi qu'au parlement prussien où ils disposaient de la majorité. Ils formaient de plus en plus des groupes de défense d'intérêts : ainsi à partir de 1893 le parti conservateur était une façade pour la Fédération des agriculteurs, tandis que le parti conservateur libre représentait l'industrie lourde.

## Fusion et disparition
Les principaux membres du Deutschkonservative Partei avec les autres partis conservateurs et l'aile droite du parti national-libéral formèrent en 1918 le Deutschnationale Volkspartei (DNVP, parti populaire national allemand). Le parti conservateur libre s'allia avec une autre partie de la droite du parti national-libéral pour former le Parti populaire allemand (DVP, parti du peuple allemand).